# Esqui cross-country nos Jogos Olímpicos de Inverno de 2014 - Velocidade por equipes feminino
A prova de velocidade por equipes feminino do esqui cross-country nos Jogos Olímpicos de Inverno de 2014 ocorreu no dia 19 de fevereiro no Centro de Esqui Cross-Country e Biatlo Laura, na Clareira Vermelha em Sóchi.

## Medalhistas
| Ouro   | NOR Marit Bjørgen / Marit Bjørgen         |
| Prata  | FIN Aino-Kaisa Saarinen / Kerttu Niskanen |
| Bronze | SWE Ida Ingemarsdotter / Stina Nilsson    |

## Resultados

### Semifinais
| Pos. | Bateria | Bib | País                                                | Tempo    | Notas |
| ---- | ------- | --- | --------------------------------------------------- | -------- | ----- |
| 1    | 1       | 1   | NOR Noruega Ingvild Flugstad Østberg Marit Bjørgen  | 16:43.45 | Q     |
| 2    | 1       | 3   | SWE Suécia Ida Ingemarsdotter Stina Nilsson         | 16:48.76 | Q     |
| 3    | 1       | 2   | USA Estados Unidos Sophie Caldwell Kikkan Randall   | 16:51.36 | LL    |
| 4    | 1       | 7   | SUI Suíça Bettina Gruber Seraina Boner              | 17:02.14 | LL    |
| 5    | 1       | 6   | CAN Canadá Perianne Jones Daria Gaiazova            | 17:09.13 |       |
| 6    | 1       | 5   | FRA França Aurore Jéan Célia Aymonier               | 17:10.07 |       |
| 7    | 1       | 4   | ITA Itália Ilaria Debertolis Gaia Vuerich           | 17:35.98 |       |
| 8    | 1       | 8   | CHN China Man Dandan Li Hongxue                     | 17:40.90 |       |
| 9    | 1       | 9   | KAZ Cazaquistão Yelena Kolomina Anastassiya Slonova | 17:49.66 |       |
| 1    | 2       | 11  | FIN Finlândia Aino-Kaisa Saarinen Kerttu Niskanen   | 16:42.15 | Q     |
| 2    | 2       | 13  | POL Polônia Sylwia Jaśkowiec Justyna Kowalczyk      | 16:49.43 | Q     |
| 3    | 2       | 14  | RUS Rússia Anastasia Dotsenko Julia Ivanova         | 16:49.61 | LL    |
| 4    | 2       | 12  | GER Alemanha Stefanie Böhler Denise Herrmann        | 16:58.98 | LL    |
| 5    | 2       | 15  | AUT Áustria Katerina Smutna Teresa Stadlober        | 16:59.50 | LL    |
| 6    | 2       | 10  | SLO Eslovênia Alenka Čebašek Katja Višnar           | 17:00.32 | LL    |
| 7    | 2       | 16  | SVK Eslováquia Alena Procházková Daniela Kotschová  | 18:51.94 |       |
|      | 2       | 17  | UKR Ucrânia Marina Lisogor Kateryna Serdyuk         | DNS      |       |

### Final
| Pos.              | Bib | País                                               | Tempo        | Diferença |
| ----------------- | --- | -------------------------------------------------- | ------------ | --------- |
| Medalha de ouro   | 1   | NOR Noruega Ingvild Flugstad Østberg Marit Bjørgen | 16:04.05     | —         |
| Medalha de prata  | 11  | FIN Finlândia Aino-Kaisa Saarinen Kerttu Niskanen  | 16:13.14     | +09.09    |
| Medalha de bronze | 3   | SWE Suécia Ida Ingemarsdotter Stina Nilsson        | 16:23.82     | +19.77    |
| 4                 | 12  | GER Alemanha Stefanie Böhler Denise Herrmann       | 16:24.97     | +20.94    |
| 5                 | 13  | POL Polônia Sylwia Jaśkowiec Justyna Kowalczyk     | 16:35.54     | +31.49    |
| 6                 | 7   | SUI Suíça Bettina Gruber Seraina Boner             | 16:45.47     | +41.42    |
| 7                 | 2   | USA Estados Unidos Sophie Caldwell Kikkan Randall  | 16:48.08     | +44.03    |
| 8                 | 15  | AUT Áustria Katerina Smutna Teresa Stadlober       | 16:49.16     | +45.11    |
| 9                 | 10  | SLO Eslovênia Alenka Čebašek Katja Višnar          | 16:57.98     | +53.93    |
| —                 | 14  | RUS Rússia Anastasia Dotsenko Julia Ivanova        | 16:44.91 DSQ | +40.86    |

Legenda
| Recorde mundial      | Recorde mundial (World record)               |                       | Recorde africano                      | Recorde africano (African) |                                           | Q | Classificado por posição (Qualified) |
| Recorde olímpico     | Recorde olímpico (Olympic record)            | Recorde da América    | Recorde da América (Americas)         | q                          | Classificado por melhor tempo (Qualified) |   |                                      |
| Melhor marca do ano  | Melhor marca do ano (World leading)          | Recorde asiático      | Recorde asiático (Asian)              | DNS                        | Não largou (Did not start)                |   |                                      |
| Recorde nacional     | Recorde nacional (National record)           | Recorde europeu       | Recorde europeu (European)            | DNF                        | Não terminou (Did not finish)             |   |                                      |
| Recorde pessoal      | Recorde pessoal do atleta (Personal best)    | Recorde da Oceania    | Recorde da Oceania (Oceania)          | DSQ / DQ                   | Desclassificado (Disqualified)            |   |                                      |
| Recorde da temporada | Recorde da temporada do atleta (Season best) | Recorde sul-americano | Recorde sul-americano (South America) | NM                         | Sem marca (No mark)                       |   |                                      |